# Viktor Meyer
Viktor Meyer (Berlim, 8 de setembro de 1848 — Heidelberg, 8 de agosto de 1897) foi um químico alemão e contribuidor significativo da química orgânica e inorgânica. Ele é mais conhecido por inventar um aparelho para determinar as densidades de vapor, o aparelho de Viktor Meyer, e por descobrir o tiofeno, um composto heterocíclico. Ele às vezes é chamado de Victor Meyer, um nome usado em algumas de suas publicações.

## Trabalho
Meyer ficou um ano com Bunsen para uma análise ampla da água de nascente. Em Berlim trabalhou atacando, entre outros problemas, o da composição da cânfora.
Aos 23 anos, por recomendação de Baeyer, Meyer foi contratado por Fehling como seu assistente na Politécnica de Stuttgart, mas em um ano ele saiu para suceder Johannes Wislicenus em Zurique. Lá ele permaneceu por treze anos, e foi durante este período que ele desenvolveu seu conhecido método para determinar as densidades de vapor e realizou seus experimentos sobre a dissociação dos halogênios. Em 1882, com a morte de Wilhelm Weith (1844-1881), professor de química na Universidade de Zurique, ele se comprometeu a continuar as palestras sobre derivados de benzeno, o que o levou à descoberta do tiofeno . Em 1885 ele foi escolhido para suceder Hans Hübner (1837-1884) na cátedra de química na Universidade de Göttingen, onde as questões estereoquímicas atraíram especialmente sua atenção; e em 1889, com a renúncia de seu antigo mestre, Bunsen, foi nomeado para a cadeira de química na Universidade de Heidelberg. Ele morreu em 8 de agosto de 1897.

## Livros
- Tabellen zur qualitativen Analyse (1884, escrito junto com Frederick Pearson Treadwell)
- Pyrochemische Untersuchungen (1885)
- Die Thiophengruppe (1888)
- Chemische Probleme der Gegenwart (1890)
- Ergebnisse und Ziele der Stereochemischen Forschung (1890)
- Lehrbuch der organischen Chemie (1893, escrito junto com Paul Jacobson. Um livro muito popular na época, que foi reimpresso e reeditado várias vezes) online
- Märztage im kanarischen Archipel, ein Ferienausflug nach Teneriffa und Las Palmas (1893, guia de viagem)

## Honrarias
- Medalha Davy 1891[3]